# 오버플로우 (가수)
오버플로우(OVERFLOW, 1993년 ~)는 대한민국의 CCM 가수다. CCM 그룹 오버플로우 미니스트리의 리더로, 2020년 싱글 <주님 계신 곳에>로 정식 데뷔했다.

## 방송
- K팝스타 4 - Top10(9위)

## 피처링
- 보라보라 <라면> (2015)

## 음반
- 주님 계신 곳에 (2020)
- 오직 주님이 (2021)
- 오버플로우 라이브 (2021)